# Boca del Río (Venezuela)
Boca del Río es uno de los poblados más grandes del oeste de la isla Margarita, capital del municipio Península de Macanao, en el Estado Nueva Esparta del oriente de Venezuela. A pesar de su pequeñez y su simplicidad, uno puede perderse en ella porque el pueblo es separado por una abertura acuática a la mitad del poblado pesquero y tiene muchas calles sin salida o ciegas como se les dicen a nivel local. En el caso de perderse en ella, puede preguntar a la población la salida, pero, puede divertirse un rato en pequeños viajes a caballo, puede comer algo, salir en lancha si desea pescar, lamentablemente no puede hospedarse ya que en la población no existe posada alguna , es un lugar muy turístico, se debe recordar que es un paso obligatorio para ir al resto de la península de Macanao, sino pasa por ahí, debe pederse en el parque nacional Laguna de la Restinga o en una pequeña población cercana a Boca del Río.

## Economía
La economía se basa principalmente en la pesca, tanto de altura como artesanal, siendo esta la principal fuente de sustento para la mayoría de sus habitantes. La riqueza marina de sus costas ha permitido el desarrollo de una tradición pesquera sólida, que forma parte esencial de la identidad local.
El comercio constituye el segundo eje económico en importancia, impulsado por el hecho de que la localidad alberga la capital del municipio, lo que ha favorecido la instalación de establecimientos comerciales y servicios básicos que atienden tanto a la población local como a visitantes.
El turismo también desempeña un papel relevante en la economía regional. Gracias a sus paisajes costeros, su tranquilidad rural y su creciente infraestructura, se han desarrollado restaurantes, miradores, granjas turísticas y otras atracciones que responden a la demanda de un pueblo en expansión. Estas iniciativas han contribuido a diversificar la economía y a posicionar a la península como un destino emergente dentro del estado Nueva Esparta.

## Alcaldía
Boca del Río es una de las principales poblaciones de la Península de Macanao, además de ella están otras poblaciones como Boca de Pozo, San Francisco de Macanao, Guayacancito, el Manglillo, El Horcon, Robledal, y otros, pero, Boca de Río fue escogida entre todas las demás para ser capital del Municipio Península de Macanao, creado en los 1990's, junto a los otros municipios. Actualmente, la alcaldía sigue recidiendo en la población y el actual alcalde es Juan Vásquez.

## Museo Marino
En Boca del Río, está ubicado el Museo Marino, fundación de carácter privado sin fines de lucro y patrocinado por las empresas polar, el cual posee variedad de muestras de peces y otras especies marinas, tanto vivos como disecados, allí podemos apreciar tortugas, tiburones, culebras de mar nadando en piscinas especiales para ello. Igualmente se observan maquetas de la ciudad hundida de Nueva Cádiz, así como numerosas fotografías, pinturas y barcos, realizados en la misma población, posee también sala de conferencias y de videos en donde se exhiben micros referidos a la fauna marina.

## Organizaciones Sociales
En La Población de Boca del Río contamos con numerosas organizaciones sociales de carácter comunitarias, independientes, revolucionarias y ecológicas tales como el colectivo Makanao Insurgente, Macanao Verde, La Fundación Comunitaria Ardentia Macanao, consejos comunales, entre otras.

## Cultura

### Gastronomía
Boca de Río es conocido por los chorizos de pescado (Malacho).

### Tradición oral
En la tradición oral podemos encontrar distintivas leyendas como podrían ser :
La creencia de los chinamitos: Son un tipo de duendes, niños muertos sin bautizar o niños malignos. Pueden tener compañeros, enamorar e incluso encantar a los infantes y llevárselos y transformarlos en duendes. Su aspecto es de un niño normal solo que la única diferencia es que caminan con la punta de los pies y ocultan sus puntiagudas orejas con sombreros o hasta con su propio cabello
La llorona:Existe la creencia de una mujer que ronda por las calles solitarias y oscuras con un llanto lamentándose por sus hijos a quienes mató y quemó. Su aspecto es de una mujer espectral vestida de blanco que vaga sin tocar el suelo y espanta a quienes la ven, produciéndoles ataques de fiebre o cualquier tipo de malestar. Dicen que cuando la escuchas muy cerca está muy lejos y cuando apenas la escuchas está muy cerca 
El caballo sin cabeza:Muchas personas aseguran que en la noche se puede oír en la calle la marina y centenario el trotar de un caballo y el sonido que producen unas cadenas al ser arrastradas.Dicen que ese ruido es producido por un caballo fantasma cuya cabeza esta cortada y que arrastra pesadas cadenas